# Quercus fagineomirbeckii
Quercus fagineomirbeckii là một loài thực vật có hoa trong họ Cử. Loài này được Villar miêu tả khoa học đầu tiên năm 1937.